# Gnophos vizzavonae
Gnophos vizzavonae är en fjärilsart som beskrevs av Karl Schawerda 1927. Gnophos vizzavonae ingår i släktet Gnophos och familjen mätare. Inga underarter finns listade i Catalogue of Life.